# Gymnangium superbum
Gymnangium superbum är en nässeldjursart som först beskrevs av V.S. Bale 1881.  Gymnangium superbum ingår i släktet Gymnangium och familjen Aglaopheniidae. Inga underarter finns listade i Catalogue of Life.